# Logan Thompson
Logan Thompson, född 25 februari 1997, är en kanadensisk professionell ishockeymålvakt som är kontrakterad till Vegas Golden Knights i National Hockey League (NHL)  och spelar för Henderson Silver Knights i American Hockey League (AHL). Han har tidigare spelat för Binghamton Devils i AHL; Adirondack Thunder och South Carolina Stingrays i ECHL samt Brandon Wheat Kings i Western Hockey League (WHL).
Thompson blev inte NHL-draft.
Han vann Stanley Cup för säsongen 2022–2023.